# Gmina Pasym
Die Gmina Pasym [ˈpaʃɨm] ist eine Stadt-und-Land-Gemeinde im Powiat Szczycieński der Woiwodschaft Ermland-Masuren in Polen. Ihr Sitz ist die gleichnamige Stadt (deutsch Passenheim) mit etwa 2500 Einwohnern.

## Geographie

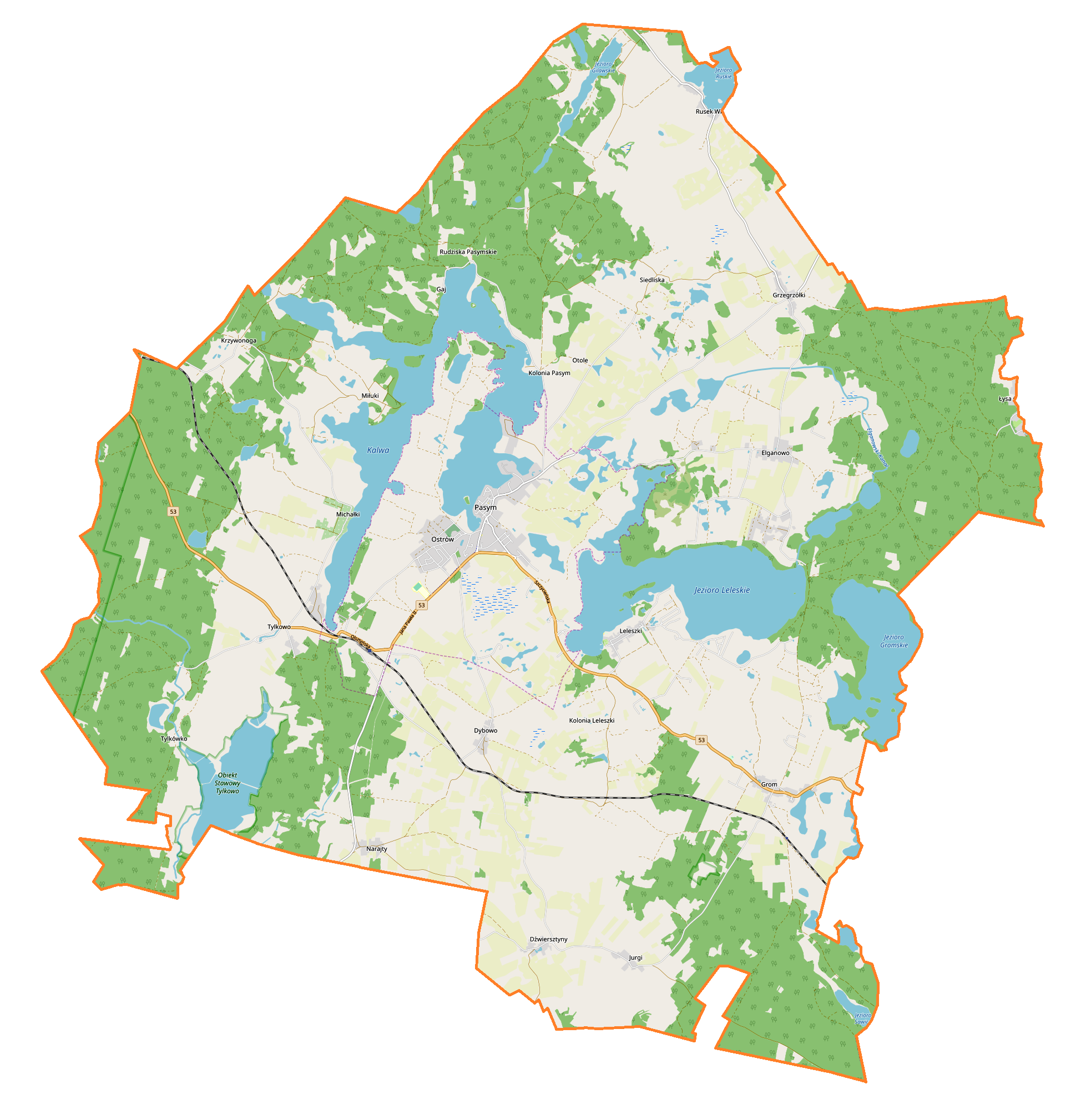
Karte der Gemeinde

Die Gemeinde liegt im Süden der Woiwodschaft. Olsztyn (Allenstein) liegt 25 Kilometer nordwestlich, die Kreisstadt Szczytno (Ortelsburg) sechs Kilometer östlich. Nachbargemeinden sind im Powiat Szczycieński Dźwierzuty im Nordosten, Szczytno im Osten und Jedwabno im Süden sowie im Powiat Olsztyński Purda im Westen und Nordwesten.
Die Gemeinde hat eine Fläche von 149,4 km², die zu 46 Prozent land- und zu 31 Prozent forstwirtschaftlich genutzt wird. Ihr Gebiet gehört zur Masurischen Seenplatte. Die zahlreichen Seen machen mehr als zehn Prozent des Gebiets aus. Die Größten sind Jezioro Kalwa (562 Hektar, Großer Kalbensee), Jezioro Leleskie (423 Hektar, Lehleskersee) und Grom (220 Hektar).

## Geschichte
Die Landgemeinde wurde 1973 aus verschiedenen Gromadas wieder gebildet. Mit der Erteilung der Stadtrechte erhielt sie 1997 den Status einer Stadt-und-Land-Gemeinde. Ihr Gebiet gehörte von 1946 bis 1998 zur Woiwodschaft Olsztyn im unterschiedlichen Zuschnitt. Der Powiat wurde von 1975 bis 1998 aufgelöst. Zum 1. Januar 1999 kam die Gemeinde zur Woiwodschaft Ermland-Masuren und wieder zum Powiat Szczycieński.
Die Gemeinde ist Partnerschaften mit Bassenheim in Rheinland-Pfalz, Sužionys in der Rajongemeinde Vilnius und Węgierska Górka in Schlesien eingegangen.

## Gliederung
Zur Stadt-und-Land-Gemeinde Pasym gehören die Stadt selbst und 14 Dörfer(deutsche Namen, amtlich bis 1945) mit einem Schulzenamt (sołectwo):
- Dybowo (Schützendorf)
- Dźwiersztyny (Schwirgstein)
- Elganowo (Gilgenau)
- Grom (Grammen)
- Grzegrzółki (Kukukswalde)
- Jurgi (Georgensruh)
- Krzywonoga (Krzywonoggen, seit 1877 Krummfuß)
- Leleszki (Lehlesken)
- Michałki (Michelsdorf)
- Narajty (Nareythen)
- Rutki (Klein Ruttken, 1938–1945 Kleinruten)
- Rusek Wielki (Groß Rauschken)
- Siedliska (Freythen, 1938–1945 Freithen)
- Tylkowo (Scheufelsdorf)

Kleinere Orte sind:
- Gaj
- Łysa Góra (Anhaltsberg)
- Miłuki (Milucken)
- Otole (Ottilienhof)
- Pasym (Osada)
- Rudziska Pasymskie (Waldheim)
- Tylkówko (auch Tylkówek; Scheufelsmühle)

## Verkehr
Durch die Gemeinde und ihren Hauptort verläuft die Landesstraße DK53, die von Olsztyn (Allenstein) nach Szczytno (Ortelsburg) und Ostrołęka führt.
Bahnstationen an der Bahnstrecke Olsztyn–Ełk sind Pasym und Grom (Grammen).
Der nächste größere internationale Flughafen ist Danzig.